# Hútus
Os hútus ou hutus (Bahutu) são o mais numeroso dos três grupos étnicos presentes em Ruanda e no Burundi; de acordo com a Agência Central de Inteligência dos Estados Unidos, 85% dos burundineses e 84% dos ruandenses são hutus. É um povo bantu e, tanto do ponto de vista da linguística como culturalmente, não se distinguem do segundo grupo étnico mais numeroso daqueles países, os tutsis.
Pensa-se que a divisão entre estes dois grupos tem raízes sociais, uma vez que os tutsis foram a classe política dominante da região denominada Grandes Lagos Africanos desde o século XV até sua colonização pela Bélgica. Tampouco há diferenças físicas significativas entre os dois grupos.
As etnias Tutsis e Hútus surgiram em grande medida pela divisão criada de uma só população pelos colonizadores belgas baseada em critérios diversos como altura, cor da pele e formato do nariz. Os belgas para criar essa diferença, procuravam padrões em cada um que fosse mais próximo do estereótipo europeu, os tutsis eram formados por pessoas cujos narizes fossem mais finos, tivessem a pele mais clara e fossem os mais altos.

## Etimologia
Dependendo da fonte, é possível encontrar as seguintes variantes: abahútus, bahútus, baniabuixas, baniaruxurus, bafumbiras, baniaruandas, barundis, quiricous, hútus e wahutus.

## Genética

### DNA-Y (linhagens paternas)
Estudos genéticos modernos do cromossomo Y sugerem que os hutus, assim como os tutsis, são em grande parte de extração bantu (83% E1b1a, 8% E2). Influências genéticas paternas associadas ao Chifre da África e Norte da África são poucas (3% E1b1b e 1% R1b) e são atribuídas a habitantes muito anteriores que foram assimilados. No entanto, os hutus têm consideravelmente menos linhagens paternas nilo-saarianas (4,3% B) do que os tutsis (14,9% B).

### DNA autossômico (ancestralidade geral)
Em geral, os hutus parecem compartilhar um parentesco genético próximo com as populações vizinhas bantu, particularmente os tutsis. No entanto, não está claro se essa semelhança se deve principalmente a extensas trocas genéticas entre essas comunidades por meio de casamentos mistos ou se, em última análise, decorre de origens comuns:
[...] gerações de fluxo gênico eliminaram quaisquer distinções físicas claras que existissem entre esses dois povos bantu - notadamente altura, forma física e características faciais. Com um espectro de variação física nos povos, as autoridades belgas exigiram legalmente a filiação étnica na década de 1920, com base em critérios econômicos. Divisões sociais formais e discretas eram consequentemente impostas a distinções biológicas ambíguas. Até certo ponto, a permeabilidade dessas categorias nas décadas seguintes ajudou a reificar as distinções biológicas, gerando uma elite e uma classe mais baixa, mas com pouca relação com os reservatórios genéticos que haviam existido alguns séculos atrás. As categorias sociais são assim reais, mas há pouca ou nenhuma diferenciação genética detectável entre hutus e tutsis.
Também foram descobertas que amostras mistas de hutus e tutsis de Ruanda eram predominantemente de origem banto, com menor fluxo gênico de comunidades afro-asiáticas (17,7% de genes afro-asiáticos encontrados na população mista de hutus/tutsis).

## Línguas

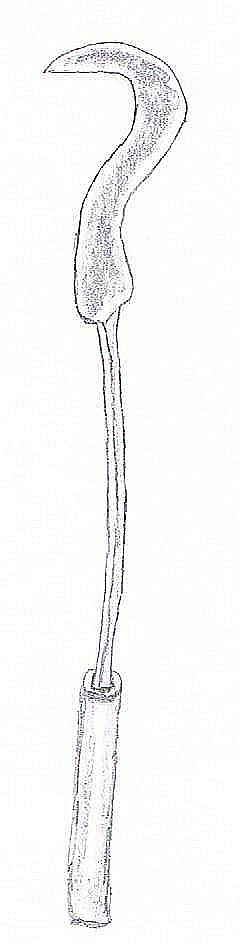
Uma faca de arremesso hutu tradicional.

Os hutus falam Ruanda-Rundi como sua língua nativa, que é um membro do subgrupo bantu da família de línguas nigero-congolesas. Ruanda-Rundi é subdividida nos dialetos Kinyarwanda e Kirundi, que foram padronizados como línguas oficiais de Ruanda e Burundi, respectivamente. É também falado como língua materna pelos tutsis e twas.
Além disso, muitos hutus falam francês, a outra língua oficial de Ruanda e Burundi, como língua franca.

## Origens
Existem diferentes teorias sobre a origem dos grupos tútsis e hútus (ambos baniaruandas)  que argumentam respectivamente que as diferenças entre esses dois grupos são primariamente étnicas, culturais ou simplesmente sociológicas.
Segundo alguns historiadores, como o abade de Ruanda, Alexis Kagame, que concentrou suas pesquisas no assentamento de Ruanda, os tutsis chegaram a Ruanda no século XVI, sendo precedidos pelos hutus por quase seis séculos. Os Batwa (pigmeus) que estavam lá são considerados os primeiros habitantes de Ruanda. Essa ordem de chegada revelaria que hutus e tutsis têm origens diferentes. Os tutsis seriam originalmente um povo nilótico e hutus um povo banto.
Isso ecoa a análise dos primeiros colonos alemães e, em seguida, belgas que dominaram Ruanda e Burundi, e afirmaram que o povo desses países eram divididos em três grupos "étnicos":  Hutu, Tutsi e Twa. Mas, na opinião de autores como Jean-Pierre Chrétien ou Dominique Franche, esta análise não é baseada no critério que normalmente caracterizam os grupos étnicos: todos os ruandeses e burundeses falam a mesma língua (com variações nacionais menores: Kinyarwanda e Kirundi) e compartilham a mesma cultura. Além disso, eles vivem misturados, aceitam em muitas famílias os casamentos entre grupos e têm as mesmas crenças ancestrais ou questões de colonização.
Esses mesmos autores dizem que, antes da colonização, os hutus eram agricultores, os tutsis eram pecuaristas e os twa coletores. Essa tradição relacionada ao trabalho, acrescentam, foi transmitida de geração em geração pelo fato de as mulheres mudarem seu status étnico no momento do casamento. Assim, uma menina nascida Hutu se tornava Tutsi ou Twa porque seu marido era Tutsi ou Twa e vice-versa. Eram essencialmente, dizem eles, o mesmo grupo étnico que falava a mesma língua com uma variante regional. A mudança de status tinha o efeito de transmitir aos filhos nascidos dessa união a obrigação de participar do papel social e do trabalho do pai.

## História pós-colonial
A monarquia tutsi, apoiada pela Bélgica, resistiu até 1959, quando o rei Kigeli V (1936 – 2016) foi expulso da colônia (então chamada de Ruanda-Urundi). A partir daí, a área foi dividida em Ruanda e Burundi e ambos os países tornaram-se independentes da Bélgica. No momento, a violência entre hutus e tutsis não atingem grandes proporções. No entanto, a situação entre Burundi e Ruanda ainda é tensa e dezenas de milhares de ruandenses ainda moram fora do país.

### Em Ruanda
Quando os tutsis começaram a reivindicar a independência, os colonizadores belgas transferiram sua aliança aos hutus em nome da democracia, desviando-se das exigências independentistas dos tutsis
Entre 1959 e 1961 houve a Revolução ruandesa, que levou à violência hutu contra os tutsis. Em 1960, os hutus tomaram o poder, com a ajuda dos belgas, e fortaleceram seu poder a ponto de torná-lo monolítico em Ruanda. Uma vez no governo, com Grégoire Kayibanda como presidente, os hutus organizaram abusos (massacres, destruição de propriedades, etc.) contra os tutsis. Dezenas de milhares de tutsis foram mortos e muitos outros fugiram para países vizinhos, como o Burundi, Uganda e a região de Kivu do Sul do Congo Belga. Mais tarde, os tutsis exilados do Burundi invadiram Ruanda, levando Ruanda a fechar sua fronteira com o Burundi.
Hutus radicais, muitos deles do partido Parmehutu (Partido do Movimento pela Emancipação Hutu), chegaram ao poder e, em 1962, dominaram Ruanda. Após a tomada do poder, estes hutus começaram a matar milhares de tutsis.
Um grupo rebelde tutsi, a Frente Patriótica Ruandesa, invadiu Ruanda vindo de Uganda, o que iniciou uma guerra civil contra o governo hutu de Ruanda em 1990. Durante o genocídio de Ruanda de 1994, soldados das Nações Unidas recuaram enquanto extremistas hutus matavam dezenas de milhares de tutsis e hutus moderados. Cerca de 30% da população batwa de Ruanda também foi morta durante o genocídio. Ao mesmo tempo, a Frente Patriótica Ruandesa assumiu o controle do país e ainda é o partido governante em 2018.

### No Burundi

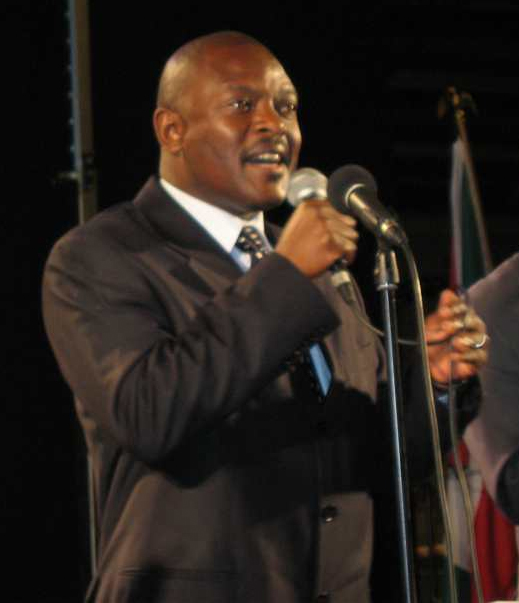
Pierre Nkurunziza, atual presidente do Burundi

Ao contrário do que aconteceu em Ruanda, os tutsis permaneceram com o poder do Burundi. Após a independência, conquistada em 1 de julho de 1962, o Burundi permaneceu sob um regime monárquico até a derrubada do rei Ntare V em 28 de novembro de 1966 pelo capitão Michel Micombero, também tutsi, marcando o advento da República do Burundi. O regime foi caracterizado pela instabilidade política, num contexto de exclusão política e regionalismo, materializado pelos rumores de um golpe em 1969 e 1971
Uma campanha de genocídio foi conduzida contra a população hutu em 1972, e cerca de 100.000 hutus morreram. Em 1993, o primeiro presidente democraticamente eleito do Burundi, Melchior Ndadaye, que era hutu, foi assassinado por oficiais tutsis, assim como a pessoa que constitucionalmente tinha direito a sucedê-lo. Isso provocou um segundo genocídio no Burundi entre as estruturas políticas hutus e os militares tutsis, em que cerca de 500.000 burundianos morreram.
Atualmente, o  Burundi também é governado por um ex-grupo rebelde, o Hutu CNDD-FDD.